# Malte Gustafson
Karl Hjalmar Malte Gustafson, född 14 mars 1914 i Fosie församling i Malmö, död 7 mars 1986 i Raus församling i Helsingborg, var en svensk målare.
Han var son till Hjalmar Gustafson och Henny Holm och från 1944 gift med Gudrun Olsson. Gustafson studerade vid Helsingborgs konstskola. Han medverkade i samlingsutställningar i bland annat Ljungby, Eskilstuna, Tomelilla, Ystad och Örebro och i utställningen Kullakonst i Höganäs samt med Ängelholms konstförening. Hans konst består av stilleben stads- och hamnmotiv i olja.